# إلتون فيغيريدو
إلتون فيغيريدو هو لاعب كرة قدم برازيلي في مركز الوسط، ولد في 12 فبراير 1986 في كويابا في البرازيل. لعب مع أبولون ليماسول ودينامو بوخارست ونادي زانثي ونادي فيتوريا.

## وصلات خارجية
- إلتون فيغيريدو على موقع قاعدة بيانات كرة القدم.إي يو (الإنجليزية)
- إلتون فيغيريدو على موقع Soccerway.com (الإنجليزية)
- إلتون فيغيريدو على موقع عالم كرة القدم.نت (الإنجليزية)